# Reichshammerbund

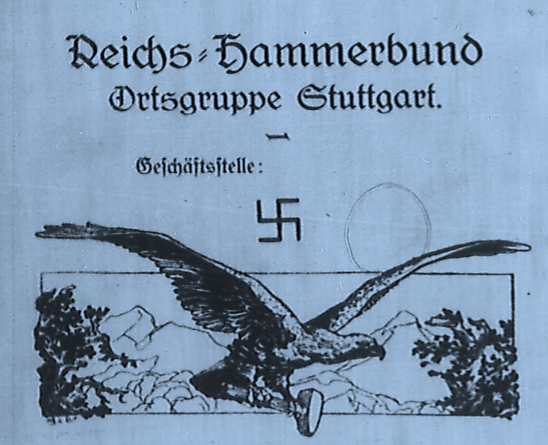
Reichs-Hammerbund-Grafik mit Verwendung der völkischen Symbole Hakenkreuz und Thorshammer.

Der Reichshammerbund war eine völkische Vereinigung, die 1912 in Leipzig von dem Verleger und Autor Theodor Fritsch gegründet wurde. Karl August Hellwig wurde Vorsitzender mit dem Titel „Bundeswart“. Fritsch war Herausgeber der antisemitischen Zeitschrift Der Hammer, die in regionalen Lesezirkeln von Anhängern gelesen wurde. Diese Anhängerschaft wurde auch als Hammerbewegung bezeichnet. Mit dem Reichshammerbund wollte Fritsch die verschiedenen deutschen völkisch-antisemitischen Gruppierungen des politischen Antisemitismus der Kaiserzeit zu einem Verband vereinen. Er sollte eine öffentliche und allen Volksschichten und Parteien offene antisemitische Sammelbewegung sein, jedoch erzielte der Verband keine starke Anziehungskraft und blieb mit knapp 3000 (im Jahr 1919) Mitgliedern eine kleinere Vereinigung, die in rund 20 Ortsgruppen organisiert war.
Die Exekutive bildeten der „Bundeswart“ Karl August Hellwig, der „Ehrenbundeswart“ Fritsch und ein zwölfköpfiger „Armanenrat“. Dieser Name verweist auf die Armanen, die in Guido von Lists politischer Mythologie einen Stand germanischer Wotanspriester und Könige bildeten. Dessen ariosophische Ideen wurden unter anderem von Hellwig in den Reichshammerbund eingebracht, der seit 1908 Mitglied der List-Gesellschaft war. Weitere Mitglieder der Organisation waren Bernhard Koerner, Philipp Stauff, Hans Holfelder und Otto Gakenholz. Die Münchner Ortsgruppe wurde von Wilhelm Rohmeder gegründet.
Seit 1914 unter der Führung des Antisemiten Alfred Roth widmete sich der Hammerbund vor allem rassistischer Propaganda und forderte die Stärkung des „deutschen Volkstums“. Der Erste Weltkrieg wurde als „rassische Bewährungsprobe“ für jüdische Soldaten bezeichnet. Nach Kriegsende verbreitete der Bund antisemitische und antisozialdemokratische Flugblätter.
Parallel zum Reichshammerbund wurde der Geheimverband Germanenorden gegründet, der ebenfalls völkisch-antisemitisches Gedankengut verbreitete. Der Reichshammerbund löste sich nach 1919 allmählich auf; führende Mitglieder bildeten später den Kern des Deutschvölkischen Schutz- und Trutzbundes. Bestehen blieb ein „Hammer-Verlag“ in Leipzig, der weiter antisemitische Schriften produzierte, z. B. 1924 eine deutsche Fassung der Protokolle der Weisen von Zion mit Vor- und Nachwort von Fritsch.